# Rainbow Valley
 (août 2025).
Pour plus de détails, voir Fiche technique et Distribution.
Rainbow Valley est un film américain réalisé par Robert N. Bradbury, sorti en 1935.

## Synopsis
John Martin est engagé par les habitants de Rainbow Valley pour maintenir l'ordre et pour aider à la construction d'une route vers la capitale du comté...

## Fiche technique
- Titre original : Rainbow Valley
- Réalisation : Robert N. Bradbury
- Scénario : Lindsley Parsons
- Direction artistique : E. R. Hickson
- Photographie : William Hyer
- Son : Dave Stoner
- Montage : Carl Pierson
- Production : Paul Malvern
- Société de production : Lone Star Productions
- Société de distribution : Monogram Pictures
- Pays d'origine :  États-Unis
- Langue originale : anglais
- Format : noir et blanc — 35 mm — 1,37:1 — son Mono
- Genre : Western
- Durée : 52 minutes
- Dates de sortie :  États-Unis : 15 mars 1935
- Licence : Domaine public

## Distribution
- John Wayne : John Martin
- Lucile Browne : Eleanor
- Gabby Hayes : George Hale
- LeRoy Mason : Rogers
- Lloyd Ingraham : 	Powell
- Jay Wilsey : Butch Galt
- Frank Ball
- Bert Dillard : Spike
- Fern Emmett (non créditée) : une villageoise